# شهرستان میدی
ناحیهٔ میدی (به عربی: مدیریة میدی) یک ناحیه در یمن است که در استان حجه واقع شده‌است. شهرستان میدی ۱۶٬۶۰۴ نفر جمعیت دارد.